# 福岡県道537号湊下府線
福岡県道537号湊下府線（ふくおかけんどう537ごう みなとしものふせん）は、福岡県糟屋郡新宮町を通る一般県道である。

## 概要
糟屋郡新宮町大字湊の相島渡船場から屋郡新宮町下府2丁目に至る。
旧道と、片側2車線のバイパスの2ルートが存在するが、旧道の湊塩浜線との分岐 - 新宮中学前交差点の部分に関しては格下げになった可能性がある。

### 路線データ
- 起点：糟屋郡新宮町大字湊（福岡県道538号湊塩浜線起点）
- 終点：糟屋郡新宮町下府2丁目（下府交差点、国道495号交点、福岡県道540号山田新宮線終点）

## 路線状況

### 重複区間
- 福岡県道538号湊塩浜線（糟屋郡新宮町大字湊）

## 地理

### 通過する自治体
- 糟屋郡新宮町

### 交差する道路
| 交差する道路                       | 交差する場所 | 交差する場所      |
| ---------------------------------- | ------------ | ----------------- |
| 福岡県道538号湊塩浜線 重複区間起点 | 大字湊       | 起点              |
| 福岡県道538号湊塩浜線 重複区間終点 | 大字湊       | 湊原添交差点      |
| 国道495号 福岡県道540号山田新宮線  | 下府2丁目    | 下府交差点 / 終点 |

### 交差する鉄道
- 西鉄貝塚線

### 沿線
- 相島渡船場
- 新宮町立新宮中学校